# Repêchage d'entrée dans la LNH 1985
1984 1986
Le repêchage d'entrée dans la Ligue nationale de hockey 1985 a été le premier repêchage de l'histoire à se tenir en dehors de Montréal. Il prit place au Metro Toronto Convention Centre de Toronto et fut suivi par 7 000 fans.

## Sélections par tour[1],[2],[3]

### 1ertour
| Rang | Joueur           | Position      | Nationalité | Équipe LNH             | Repêché de                           |
| ---- | ---------------- | ------------- | ----------- | ---------------------- | ------------------------------------ |
| 1    | Wendel Clark     | Défenseur     | Canada      | Maple Leafs de Toronto | Blades de Saskatoon (LHOu)           |
| 2    | Craig Simpson    | Ailier gauche | Canada      | Penguins de Pittsburgh | Wolverines du Michigan (NCAA)        |
| 3    | Craig Wolanin    | Défenseur     | Canada      | Devils du New Jersey   | Rangers de Kitchener (LHO)           |
| 4    | Jim Sandlak      | Ailier droit  | Canada      | Canucks de Vancouver   | Knights de London (LHO)              |
| 5    | Dana Murzyn      | Défenseur     | Canada      | Whalers de Hartford    | Wranglers de Calgary (LHOu)          |
| 6    | Brad Dalgarno    | Ailier droit  | Canada      | Islanders de New York  | Steelhawks de Hamilton (LHO)         |
| 7    | Ulf Dahlen       | Ailier droit  | Suède       | Rangers de New York    | Östersunds IK (Elitserien)           |
| 8    | Brent Fedyk      | Ailier droit  | Canada      | Red Wings de Détroit   | Pats de Regina (LHOu)                |
| 9    | Craig Duncanson  | Ailier gauche | Canada      | Kings de Los Angeles   | Wolves de Sudbury (LHO)              |
| 10   | Dan Gratton      | Centre        | Canada      | Kings de Los Angeles   | Generals d'Oshawa (LHO)              |
| 11   | Dave Manson      | Défenseur     | Canada      | Black Hawks de Chicago | Raiders de Prince Albert (LHOu)      |
| 12   | José Charbonneau | Ailier droit  | Canada      | Canadiens de Montréal  | Voltigeurs de Drummondville (LHJMQ)  |
| 13   | Derek King       | Ailier gauche | Canada      | Islanders de New York  | Greyhounds de Sault Ste. Marie (LHO) |
| 14   | Calle Johansson  | Défenseur     | Suède       | Sabres de Buffalo      | Västra Frölunda HC (Elitserien)      |
| 15   | David Latta      | Ailier gauche | Canada      | Nordiques de Québec    | Rangers de Kitchener (LHO)           |
| 16   | Tom Chorske      | Ailier gauche | États-Unis  | Canadiens de Montréal  | Minneapolis Southwest H.S.           |
| 17   | Chris Biotti     | Défenseur     | États-Unis  | Flames de Calgary      | Belmont Hill H.S. (Mass.)            |
| 18   | Ryan Stewart     | Centre        | Canada      | Jets de Winnipeg       | Blazers de Kamloops (LHOu)           |
| 19   | Yvon Corriveau   | Ailier gauche | Canada      | Capitals de Washington | Marlboros de Toronto (LHO)           |
| 20   | Scott Metcalfe   | Centre        | Canada      | Oilers d'Edmonton      | Canadians de Kingston (LHO)          |
| 21   | Glen Seabrooke   | Centre        | Canada      | Flyers de Philadelphie | Petes de Peterborough (LHO)          |

### 2etour
| Rang | Joueur           | Position       | Nationalité | Équipe LNH             | Repêché de                    |
| ---- | ---------------- | -------------- | ----------- | ---------------------- | ----------------------------- |
| 22   | Ken Spangler     | Défenseur      | Canada      | Maple Leafs de Toronto | Wranglers de Calgary (LHOu)   |
| 23   | Lee Giffin       | Ailier droit   | Canada      | Penguins de Pittsburgh | Generals d'Oshawa (LHO)       |
| 24   | Sean Burke       | Gardien de but | Canada      | Devils du New Jersey   | Marlboros de Toronto (LHO)    |
| 25   | Troy Gamble      | Gardien de but | Canada      | Canucks de Vancouver   | Tigers de Medicine Hat (LHOu) |
| 26   | Kay Whitmore     | Gardien de but | Canada      | Whalers de Hartford    | Petes de Peterborough (LHO)   |
| 27   | Joe Nieuwendyk   | Centre         | Canada      | Flames de Calgary      | Big Red de Cornell (NCAA)     |
| 28   | Mike Richter     | Gardien de but | États-Unis  | Rangers de New York    |                               |
| 29   | Jeff Sharples    | Défenseur      | Canada      | Red Wings de Détroit   | Wings de Kelowna (LHOu)       |
| 30   | Par Edlund       | Ailier gauche  | Suède       | Kings de Los Angeles   | IF Björklöven (Elitserien)    |
| 31   | Alain Côté       | Défenseur      | Canada      | Bruins de Boston       | Remparts de Québec (LHJMQ)    |
| 32   | Eric Weinrich    | Défenseur      | États-Unis  | Devils du New Jersey   |                               |
| 33   | Todd Richards    | Défenseur      | États-Unis  | Canadiens de Montréal  |                               |
| 34   | Brad Lauer       | Ailier gauche  | Canada      | Islanders de New York  | Pats de Regina (LHOu)         |
| 35   | Benoît Hogue     | Ailier gauche  | Canada      | Sabres de Buffalo      | Castors de Saint-Jean (LHJMQ) |
| 36   | Jason Lafreniere | Centre         | Canada      | Nordiques de Québec    | Steelhawks d'Hamilton (LHO)   |
| 37   | Herb Raglan      | Ailier droit   | Canada      | Blues de Saint-Louis   | Canadians de Kingston (LHO)   |
| 38   | Jeff Wenaas      | Centre         | Canada      | Flames de Calgary      | Tigers de Medicine Hat (LHOu) |
| 39   | Roger Ohman      | Défenseur      | Suède       | Jets de Winnipeg       | Leksands IF (Elitserien)      |
| 40   | John Druce       | Ailier droit   | Canada      | Capitals de Washington | Petes de Peterborough (LHO)   |
| 41   | Todd Carnelley   | Défenseur      | Canada      | Oilers d'Edmonton      | Blazers de Kamloops (LHOu)    |
| 42   | Bruce Rendall    | Ailier gauche  | Canada      | Flyers de Philadelphie |                               |

### 3etour
| Rang | Joueur            | Position       | Nationalité | Équipe LNH               | Repêché de                       |
| ---- | ----------------- | -------------- | ----------- | ------------------------ | -------------------------------- |
| 43   | Dave Tomlinson    | Ailier gauche  | Canada      | Maple Leafs de Toronto   | Wheat Kings de Brandon (LHOu)    |
| 44   | Nelson Emerson    | Ailier droit   | Canada      | Blues de Saint-Louis     |                                  |
| 45   | Myles O'Connor    | Défenseur      | Canada      | Devils du New Jersey     |                                  |
| 46   | Shane Doyle       | Défenseur      | Canada      | Canucks de Vancouver     | Bulls de Belleville (LHO)        |
| 47   | Rocky Dundas      | Ailier droit   | Canada      | Canadiens de Montréal    | Wings de Kelowna (LHOu)          |
| 48   | Darryl Gilmour    | Gardien de but | Canada      | Flyers de Philadelphie   | Warriors de Moose Jaw (LHOu)     |
| 49   | Sam Lindstahl     | Gardien de but | Suède       | Rangers de New York      | Södertälje SK (Elitserien)       |
| 50   | Steve Chiasson    | Défenseur      | Canada      | Red Wings de Détroit     | Platers de Guelph (LHO)          |
| 51   | Stéphane Roy      | Centre         | Canada      | North Stars du Minnesota | Bisons de Granby (LHJMQ)         |
| 52   | Bill Ranford      | Gardien de but | Canada      | Bruins de Boston         | Bruins de New Westminster (LHOu) |
| 53   | Andy Helmuth      | Gardien de but | États-Unis  | Black Hawks de Chicago   | 67's d'Ottawa (LHO)              |
| 54   | Ned Desmond       | Défenseur      | États-Unis  | Blues de Saint-Louis     |                                  |
| 55   | Jeff Finley       | Défenseur      | Canada      | Islanders de New York    | Winter Hawks de Portland (LHOu)  |
| 56   | Keith Gretzky     | Attaquant      | Canada      | Sabres de Buffalo        | Spitfires de Windsor (LHO)       |
| 57   | Max Middendorf    | Centre         | États-Unis  | Nordiques de Québec      | Wolves de Sudbury (LHO)          |
| 58   | Bruce Racine      | Gardien de but | Canada      | Penguins de Pittsburgh   | Huskies de Northeastern (NCAA)   |
| 59   | Lane MacDonald    | Ailier gauche  | États-Unis  | Flames de Calgary        | Crimson d'Harvard (NCAA)         |
| 60   | Daniel Berthiaume | Gardien de but | Canada      | Jets de Winnipeg         | Saguenéens de Chicoutimi (LHJMQ) |
| 61   | Rob Murray        | Centre         | Canada      | Capitals de Washington   | Petes de Peterborough (LHO)      |
| 62   | Mike Ware         | Ailier droit   | Canada      | Oilers d'Edmonton        | Steelhawks d'Hamilton (LHO)      |
| 63   | Shane Whelan      | Centre         | Canada      | Flyers de Philadelphie   | Generals d'Oshawa (LHO)          |

### 4etour
| Rang | Joueur            | Position       | Nationalité | Équipe LNH               | Repêché de                          |
| ---- | ----------------- | -------------- | ----------- | ------------------------ | ----------------------------------- |
| 64   | Greg Vey          | Ailier gauche  | Canada      | Maple Leafs de Toronto   | Petes de Peterborough (LHO)         |
| 65   | Peter Massey      | Ailier gauche  | États-Unis  | Nordiques de Québec      |                                     |
| 66   | Greg Polak        | Ailier gauche  | États-Unis  | Devils du New Jersey     |                                     |
| 67   | Randy Siska       | Centre         | Canada      | Canucks de Vancouver     | Tigers de Medicine Hat (LHOu)       |
| 68   | Gary Callaghan    | Centre         | Canada      | Whalers de Hartford      | Bulls de Belleville (LHO)           |
| 69   | Mike Berger       | Défenseur      | Canada      | North Stars du Minnesota | Broncos de Lethbridge (LHOu)        |
| 70   | Pat Janostin      | Défenseur      | Canada      | Rangers de New York      |                                     |
| 71   | Mark Gowens       | Gardien de but | États-Unis  | Red Wings de Détroit     | Spitfires de Windsor (LHO)          |
| 72   | Perry Florio      | Défenseur      | États-Unis  | Kings de Los Angeles     |                                     |
| 73   | Jamie Kelly       | Ailier droit   | États-Unis  | Bruins de Boston         |                                     |
| 74   | Daniel Vincelette | Ailier gauche  | Canada      | Black Hawks de Chicago   | Voltigeurs de Drummondville (LHJMQ) |
| 75   | Martin Desjardins | Centre         | Canada      | Canadiens de Montréal    | Draveurs de Trois-Rivières (LHJMQ)  |
| 76   | Kevin Herom       | Ailier gauche  | Canada      | Islanders de New York    | Warriors de Moose Jaw (LHOu)        |
| 77   | Dave Moylan       | Défenseur      | Canada      | Sabres de Buffalo        | Wolves de Sudbury (LHO)             |
| 78   | David Espe        | Défenseur      | États-Unis  | Nordiques de Québec      |                                     |
| 79   | Brent Gilchrist   | Centre         | Canada      | Canadiens de Montréal    | Wings de Kelowna (LHOu)             |
| 80   | Roger Johansson   | Défenseur      | Suède       | Flames de Calgary        | Troja/Ljungby (Elitserien)          |
| 81   | Fredrik Olausson  | Défenseur      | Suède       | Jets de Winnipeg         | Färjestads BK (Elitserien)          |
| 82   | Bill Houlder      | Défenseur      | Canada      | Capitals de Washington   | Centennials de North Bay (LHO)      |
| 83   | Larry Shaw        | Défenseur      | Canada      | Capitals de Washington   | Petes de Peterborough (LHO)         |
| 84   | Paul Marshall     | Défenseur      | États-Unis  | Flyers de Philadelphie   |                                     |

### 5etour
| Rang | Joueur         | Position      | Nationalité     | Équipe LNH               | Repêché de                      |
| ---- | -------------- | ------------- | --------------- | ------------------------ | ------------------------------- |
| 85   | Jeff Serowik   | Défenseur     | États-Unis      | Maple Leafs de Toronto   |                                 |
| 86   | Steve Gotaas   | Centre        | Canada          | Penguins de Pittsburgh   | Raiders de Prince Albert (LHOu) |
| 87   | Rick Herbert   | Défenseur     | Canada          | Black Hawks de Chicago   | Winter Hawks de Portland (LHOu) |
| 88   | Robert Kron    | Centre        | Tchécoslovaquie | Canucks de Vancouver     | Brno ZKL (Extraliga)            |
| 89   | Tommy Hedlund  | Défenseur     | Suède           | Islanders de New York    | AIK Solna (Elitserien)          |
| 90   | Dwight Mullins | Ailier droit  | Canada          | North Stars du Minnesota | Broncos de Lethbridge (LHOu)    |
| 91   | Brad Stepan    | Ailier gauche | États-Unis      | Rangers de New York      |                                 |
| 92   | Chris Luongo   | Défenseur     | États-Unis      | Red Wings de Détroit     |                                 |
| 93   | Petr Prajsler  | Défenseur     | Tchécoslovaquie | Kings de Los Angeles     | TJ Tesla Pardubice (Extraliga)  |
| 94   | Steve Moore    | Défenseur     | Canada          | Bruins de Boston         |                                 |
| 95   | Brad Belland   | Centre        | Canada          | Black Hawks de Chicago   | Wolves de Sudbury (LHO)         |
| 96   | Tom Sagissor   | Centre        | États-Unis      | Canadiens de Montréal    |                                 |
| 97   | Jeff Sveen     | Attaquant     | Canada          | Islanders de New York    | Terriers de Boston (NCAA)       |
| 98   | Ken Priestlay  | Centre        | Canada          | Sabres de Buffalo        | Cougars de Victoria (LHOu)      |
| 99   | Bruce Major    | Centre        | Canada          | Nordiques de Québec      |                                 |
| 100  | Dan Brooks     | Défenseur     | États-Unis      | Blues de Saint-Louis     |                                 |
| 101  | Esa Keskinen   | Centre        | Finlande        | Flames de Calgary        | TPS Turku (SM-Liiga)            |
| 102  | John Borrell   | Ailier droit  | États-Unis      | Jets de Winnipeg         |                                 |
| 103  | Claude Dumas   | Centre        | Canada          | Capitals de Washington   | Bisons de Granby (LHJMQ)        |
| 104  | Tomas Kapusta  | Centre        | Tchécoslovaquie | Oilers d'Edmonton        | Gottwaldov (Extraliga)          |
| 105  | Daril Holmes   | Ailier droit  | Canada          | Flyers de Philadelphie   | Canadians de Kingston (LHO)     |

### 6etour
| Rang | Joueur             | Position       | Nationalité     | Équipe LNH               | Repêché de                         |
| ---- | ------------------ | -------------- | --------------- | ------------------------ | ---------------------------------- |
| 106  | Jiri Latal         | Défenseur      | Tchécoslovaquie | Maple Leafs de Toronto   | HC Dukla Trenčín (Extraliga)       |
| 107  | Kevin Clemens      | Ailier gauche  | Canada          | Penguins de Pittsburgh   | Pats de Regina (LHOu)              |
| 108  | Bill McMillan      | Ailier droit   | Canada          | Devils du New Jersey     | Petes de Peterborough (LHO)        |
| 109  | Martin Hrstka      | Ailier gauche  | Tchécoslovaquie | Canucks de Vancouver     | HC Dukla Trenčín (Extraliga)       |
| 110  | Shane Churla       | Ailier droit   | Canada          | Whalers de Hartford      | Tigers de Medicine Hat (LHOu)      |
| 111  | Mike Mullowney     | Défenseur      | États-Unis      | North Stars du Minnesota |                                    |
| 112  | Brian McReynolds   | Centre         | Canada          | Rangers de New York      |                                    |
| 113  | Randy McKay        | Ailier droit   | Canada          | Red Wings de Détroit     | Huskies de Michigan Tech (NCAA)    |
| 114  | Stuart-Lee Marston | Défenseur      | Canada          | Penguins de Pittsburgh   | Chevaliers de Longueuil (LHJMQ)    |
| 115  | Gord Hynes         | Défenseur      | Canada          | Bruins de Boston         | Tigers de Medicine Hat (LHOu)      |
| 116  | Jonas Heed         | Défenseur      | Suède           | Black Hawks de Chicago   | Södertälje SK (Elitserien)         |
| 117  | Donald Dufresne    | Défenseur      | Canada          | Canadiens de Montréal    | Draveurs de Trois-Rivières (LHJMQ) |
| 118  | Rod Dallman        | Ailier gauche  | Canada          | Islanders de New York    | Raiders de Prince Albert (LHOu)    |
| 119  | Joe Reekie         | Défenseur      | Canada          | Sabres de Buffalo        | Royals de Cornwall (LHO)           |
| 120  | Andy Akervik       | Centre         | États-Unis      | Nordiques de Québec      |                                    |
| 121  | Rick Burchill      | Gardien de but | États-Unis      | Blues de Saint-Louis     |                                    |
| 122  | Tim Sweeney        | Ailier gauche  | États-Unis      | Flames de Calgary        |                                    |
| 123  | Danton Cole        | Ailier droit   | Canada          | Jets de Winnipeg         |                                    |
| 124  | Doug Stromback     | Ailier droit   | États-Unis      | Capitals de Washington   | Rangers de Kitchener (LHO)         |
| 125  | Brian Tessier      | Gardien de but | Canada          | Oilers d'Edmonton        | Centennials de North Bay (LHO)     |
| 126  | Ken Alexander      | Défenseur      | États-Unis      | Flyers de Philadelphie   | Rangers de Kitchener (LHO)         |

### 7etour
| Rang | Joueur           | Position       | Nationalité | Équipe LNH               | Repêché de                                 |
| ---- | ---------------- | -------------- | ----------- | ------------------------ | ------------------------------------------ |
| 127  | Tim Bean         | Ailier gauche  | Canada      | Maple Leafs de Toronto   | Centennials de North Bay (LHO)             |
| 128  | Steve Titus      | Gardien de but | Canada      | Penguins de Pittsburgh   | Royals de Cornwall (LHO)                   |
| 129  | Kevin Schrader   | Défenseur      | États-Unis  | Devils du New Jersey     |                                            |
| 130  | Brian McFarlane  | Ailier droit   | Canada      | Canucks de Vancouver     | Breakers de Seattle (LHOu)                 |
| 131  | Chris Brant      | Ailier gauche  | Canada      | Whalers de Hartford      | Greyhounds de Sault Ste. Marie (LHO)       |
| 132  | Mike Kelfer      | Centre         | États-Unis  | North Stars du Minnesota |                                            |
| 133  | Neil Pilon       | Défenseur      | Canada      | Rangers de New York      | Blazers de Kamloops (LHOu)                 |
| 134  | Thomas Bjuhr     | Ailier gauche  | Suède       | Red Wings de Détroit     | AIK Solna (Elitserien)                     |
| 135  | Tim Flanagan     | Centre         | Canada      | Kings de Los Angeles     | Huskies de Michigan Tech (NCAA)            |
| 136  | Per Martinelle   | Ailier droit   | Suède       | Bruins de Boston         | AIK Solna (Elitserien)                     |
| 137  | Victor Posa      | Défenseur      | Italie      | Black Hawks de Chicago   | Badgers du Wisconsin (NCAA)                |
| 138  | Pat Jablonski    | Gardien de but | États-Unis  | Blues de Saint-Louis     | Compuware Ambassadors de Détroit (NAJHL)\| |
| 139  | Kurt Lackton     | Ailier droit   | Canada      | Islanders de New York    | Warriors de Moose Jaw (LHOu)               |
| 140  | Petri Matikainen | Défenseur      | Finlande    | Sabres de Buffalo        | SaPKo (SM-Liiga)                           |
| 141  | Mike Oliverio    | Attaquant      | Canada      | Nordiques de Québec      | Greyhounds de Sault Ste. Marie (LHO)       |
| 142  | Ed Cristofoli    | Ailier droit   | Canada      | Canadiens de Montréal    | Knights de Penticton (BCJHL)\|             |
| 143  | Stu Grimson      | Ailier gauche  | Canada      | Flames de Calgary        | Pats de Regina (LHOu)                      |
| 144  | Brent Mowery     | Centre         | Canada      | Jets de Winnipeg         |                                            |
| 145  | Jamie Nadjiwan   | Ailier gauche  | Canada      | Capitals de Washington   | Wolves de Sudbury (LHO)                    |
| 146  | Shawn Tyers      | Ailier droit   | Canada      | Oilers d'Edmonton        | Rangers de Kitchener (LHO)                 |
| 147  | Tony Horacek     | Ailier gauche  | Canada      | Flyers de Philadelphie   | Wings de Kelowna (LHOu)                    |

### 8etour
| Rang | Joueur           | Position       | Nationalité | Équipe LNH               | Repêché de                    |
| ---- | ---------------- | -------------- | ----------- | ------------------------ | ----------------------------- |
| 148  | Andy Donahue     | Centre         | États-Unis  | Maple Leafs de Toronto   |                               |
| 149  | Paul Stanton     | Défenseur      | États-Unis  | Penguins de Pittsburgh   |                               |
| 150  | Ed Krayer        | Centre         | États-Unis  | Devils du New Jersey     |                               |
| 151  | Hakan Åhlund     | Ailier droit   | Suède       | Canucks de Vancouver     | Örebro HK (Elitserien)        |
| 152  | Brian Puhalski   | Ailier gauche  | Canada      | Whalers de Hartford      |                               |
| 153  | Ross Johnson     | Centre         | États-Unis  | North Stars du Minnesota |                               |
| 154  | Larry Bernard    | Ailier gauche  | Canada      | Rangers de New York      | Breakers de Seattle (LHOu)    |
| 155  | Mike Luckraft    | Défenseur      | États-Unis  | Red Wings de Détroit     |                               |
| 156  | John Hyduke      | Gardien de but | États-Unis  | Kings de Los Angeles     |                               |
| 157  | Randy Burridge   | Ailier gauche  | Canada      | Bruins de Boston         | Petes de Peterborough (LHO)   |
| 158  | John Reid        | Gardien de but | Canada      | Black Hawks de Chicago   | Bulls de Belleville (LHO)     |
| 159  | Scott Brickey    | Ailier droit   | États-Unis  | Blues de Saint-Louis     |                               |
| 160  | Hank Lammens     | Défenseur      | Canada      | Islanders de New York    | Saints de St. Lawrence (NCAA) |
| 161  | Trent Kaese      | Ailier droit   | Canada      | Sabres de Buffalo        | Broncos de Lethbridge (LHOu)  |
| 162  | Mario Brunetta   | Gardien de but | Canada      | Nordiques de Québec      | Remparts de Québec (LHJMQ)    |
| 163  | Mike Claringbull | Défenseur      | Canada      | Canadiens de Montréal    | Tigers de Medicine Hat (LHOu) |
| 164  | Nate Smith       | Défenseur      | États-Unis  | Flames de Calgary        |                               |
| 165  | Tom Draper       | Gardien de but | Canada      | Jets de Winnipeg         | Catamounts du Vermont (NCAA)  |
| 166  | Mark Haarmann    | Défenseur      | Canada      | Capitals de Washington   | Generals d'Oshawa (LHO)       |
| 167  | Tony Fairfield   | Ailier droit   | Canada      | Oilers d'Edmonton        |                               |
| 168  | Mike Cusack      | Ailier droit   | États-Unis  | Flyers de Philadelphie   |                               |

### 9etour
| Rang | Joueur           | Position       | Nationalité     | Équipe LNH               | Repêché de                           |
| ---- | ---------------- | -------------- | --------------- | ------------------------ | ------------------------------------ |
| 169  | Todd Whittemore  | Centre         | États-Unis      | Maple Leafs de Toronto   |                                      |
| 170  | Jim Paek         | Défenseur      | Corée du Sud    | Penguins de Pittsburgh   | Generals d'Oshawa (LHO)              |
| 171  | Jamie Huscroft   | Défenseur      | Canada          | Devils du New Jersey     | Breakers de Seattle (LHOu)           |
| 172  | Curtis Hunt      | Défenseur      | Canada          | Canucks de Vancouver     | Raiders de Prince Albert (LHOu)      |
| 173  | Greg Dornbach    | Centre         | États-Unis      | Whalers de Hartford      | Redhawks de Miami (NCAA)             |
| 174  | Tim Helmer       | Ailier droit   | Canada          | North Stars du Minnesota | 67's d'Ottawa (LHO)                  |
| 175  | Stéphane Brochu  | Défenseur      | Canada          | Rangers de New York      | Remparts de Québec (LHJMQ)           |
| 176  | Rob Schena       | Défenseur      | États-Unis      | Red Wings de Détroit     |                                      |
| 177  | Steve Horner     | Ailier droit   | États-Unis      | Kings de Los Angeles     |                                      |
| 178  | Gord Cruickshank | Centre         | États-Unis      | Bruins de Boston         | Friars de Providence (NCAA)          |
| 179  | Richard Laplante | Centre         | Canada          | Black Hawks de Chicago   | Catamount du Vermont (NCAA)          |
| 180  | Jeff Urban       | Ailier gauche  | États-Unis      | Blues de Saint-Louis     |                                      |
| 181  | Rich Wiest       | Centre         | Canada          | Islanders de New York    | Broncos de Lethbridge (LHOu)         |
| 182  | Jirí Šejba       | Attaquant      | Tchécoslovaquie | Sabres de Buffalo        | HC Dukla Jihlava (Extraliga)         |
| 183  | Brit Peer        | Ailier droit   | Canada          | Nordiques de Québec      | Greyhounds de Sault Ste. Marie (LHO) |
| 184  | Roger Beedon     | Gardien de but | États-Unis      | Canadiens de Montréal    |                                      |
| 185  | Darryl Olsen     | Défenseur      | Canada          | Flames de Calgary        |                                      |
| 186  | Neven Kardum     | Centre         | Canada          | Jets de Winnipeg         |                                      |
| 187  | Steve Hollett    | Ailier gauche  | Canada          | Capitals de Washington   | Greyhounds de Sault Ste. Marie (LHO) |
| 188  | Kelly Buchberger | Ailier droit   | Canada          | Oilers d'Edmonton        | Warriors de Moose Jaw (LHOu)         |
| 189  | Gordon Murphy    | Défenseur      | Canada          | Flyers de Philadelphie   | Generals d'Oshawa (LHO)              |

### 10etour
| Rang | Joueur          | Position       | Nationalité          | Équipe LNH               | Repêché de                           |
| ---- | --------------- | -------------- | -------------------- | ------------------------ | ------------------------------------ |
| 190  | Bobby Reynolds  | Ailier gauche  | États-Unis           | Maple Leafs de Toronto   |                                      |
| 191  | Steve Shaunessy | Défenseur      | États-Unis           | Penguins de Pittsburgh   |                                      |
| 192  | Terry Shold     | Ailier gauche  | États-Unis           | Devils du New Jersey     |                                      |
| 193  | Carl Valimont   | Défenseur      | États-Unis           | Canucks de Vancouver     | River Hawks d'UMass-Lowell (NCAA)    |
| 194  | Paul Tory       | Ailier droit   | Canada               | Whalers de Hartford      | Université d'Illinois-Chicago (NCAA) |
| 195  | Gordie Ernst    | Centre         | États-Unis           | North Stars du Minnesota |                                      |
| 196  | Steve Nemeth    | Ailier droit   | Canada               | Rangers de New York      | Broncos de Lethbridge (LHOu)         |
| 197  | Erik Hämäläinen | Défenseur      | Finlande             | Red Wings de Détroit     | Lukko Rauma (SM-Liiga)               |
| 198  | Maurizio Mansi  | Attaquant      | Canada               | Canadiens de Montréal    | Engineers de Rensselaer (NCAA)       |
| 199  | Dave Buda       | Ailier gauche  | Canada               | Bruins de Boston         |                                      |
| 200  | Brad Hamilton   | Défenseur      | Canada               | Black Hawks de Chicago   |                                      |
| 201  | Vince Guidotti  | Défenseur      | États-Unis           | Blues de Saint-Louis     |                                      |
| 202  | Réal Arsenault  | Ailier gauche  | Canada               | Islanders de New York    |                                      |
| 203  | Boyd Sutton     | Centre         | États-Unis           | Sabres de Buffalo        |                                      |
| 204  | Tom Sasso       | Centre         | États-Unis           | Nordiques de Québec      | Babson College (NCAA)                |
| 205  | Chad Arthur     | Ailier gauche  | États-Unis           | Canadiens de Montréal    |                                      |
| 206  | Peter Romberg   | Défenseur      | Allemagne de l'Ouest | Flames de Calgary        | Iserlohn Roosters (DEL)              |
| 207  | Dave Quigley    | Gardien de but | Canada               | Jets de Winnipeg         |                                      |
| 208  | Dallas Eakins   | Défenseur      | Canada               | Capitals de Washington   | Petes de Peterborough (LHO)          |
| 209  | Mario Barbe     | Défenseur      | Canada               | Oilers d'Edmonton        | Saguenéens de Chicoutimi (LHJMQ)     |
| 210  | Bob Beers       | Défenseur      | États-Unis           | Bruins de Boston         |                                      |

### 11etour
| Rang | Joueur               | Position       | Nationalité      | Équipe LNH               | Repêché de                     |
| ---- | -------------------- | -------------- | ---------------- | ------------------------ | ------------------------------ |
| 211  | Tim Armstrong        | Centre         | Canada           | Maple Leafs de Toronto   | Marlboros de Toronto (LHO)     |
| 212  | Doug Greschuk        | Défenseur      | Canada           | Penguins de Pittsburgh   |                                |
| 213  | Jamie McKinley       | Ailier droit   | Canada           | Devils du New Jersey     | Platers de Guelph (LHO)        |
| 214  | Igor Larionov        | Centre         | Union soviétique | Canucks de Vancouver     | CSKA Moscou (Superliga)        |
| 215  | Jerry Pawloski       | Défenseur      | États-Unis       | Whalers de Hartford      | Crimson d'Harvard (NCAA)       |
| 216  | Ladislav Lubina      | Ailier droit   | Tchécoslovaquie  | North Stars du Minnesota | TJ Tesla Pardubice (Extraliga) |
| 217  | Robert Burakovsky    | Ailier droit   | Suède            | Rangers de New York      | Leksands IF (Elitserien)       |
| 218  | Bo Svanberg          | Centre         | Suède            | Red Wings de Détroit     | Färjestads BK (Elitserien)     |
| 219  | Trent Ciprick        | Ailier droit   | Canada           | Kings de Los Angeles     | Wheat Kings de Brandon (LHOu)  |
| 220  | John Byce            | Ailier droit   | États-Unis       | Bruins de Boston         |                                |
| 221  | Ian Pound            | Défenseur      | Canada           | Black Hawks de Chicago   | Rangers de Kitchener (LHO)     |
| 222  | Ron Saatzer          | Centre         | États-Unis       | Blues de Saint-Louis     |                                |
| 223  | Mike Volpe           | Gardien de but | Canada           | Islanders de New York    |                                |
| 224  | Guy Larose           | Centre         | Canada           | Sabres de Buffalo        | Platers de Guelph (LHO)        |
| 225  | Gary Murphy          | Défenseur      | États-Unis       | Nordiques de Québec      |                                |
| 226  | Mike Bishop          | Défenseur      | Canada           | Canadiens de Montréal    |                                |
| 227  | Aleksandr Kojevnikov | Attaquant      | Union soviétique | Flames de Calgary        | HC Spartak Moscou (Superliga)  |
| 228  | Chris Norton         | Défenseur      | Canada           | Jets de Winnipeg         | Big Red de Cornell (NCAA)      |
| 229  | Steve Hrynewich      | Centre         | Canada           | Capitals de Washington   | 67's d'Ottawa (LHO)            |
| 230  | Peter Headon         | Défenseur      | Canada           | Oilers d'Edmonton        |                                |
| 231  | Rod Williams         | Ailier droit   | Canada           | Flyers de Philadelphie   | Wings de Kelowna (LHOu)        |

### 12etour
| Rang | Joueur          | Position       | Nationalité     | Équipe LNH               | Repêché de                         |
| ---- | --------------- | -------------- | --------------- | ------------------------ | ---------------------------------- |
| 232  | Mitch Murphy    | Gardien de but | États-Unis      | Maple Leafs de Toronto   |                                    |
| 233  | Gregory Choules | Ailier gauche  | Canada          | Penguins de Pittsburgh   | Saguenéens de Chicoutimi (LHJMQ)   |
| 234  | David Williams  | Défenseur      | États-Unis      | Devils du New Jersey     |                                    |
| 235  | Darren Taylor   | Ailier gauche  | Canada          | Canucks de Vancouver     | Wranglers de Calgary (LHOu)        |
| 236  | Bruce Hill      | Ailier gauche  | Canada          | Whalers de Hartford      | Pioneers de Denver (NCAA)          |
| 237  | Tommy Sjödin    | Défenseur      | Suède           | North Stars du Minnesota | Timrå IK (Elitserien)              |
| 238  | Rudy Poeschek   | Défenseur      | Canada          | Rangers de New York      | Blazers de Kamloops (LHOu)         |
| 239  | Mikael Lindman  | Défenseur      | Suède           | Red Wings de Détroit     | AIK Solna (Elitserien)             |
| 240  | Marian Horvath  | Ailier gauche  | Tchécoslovaquie | Kings de Los Angeles     | HC Slovan Bratislava (Extraliga)   |
| 241  | Marc West       | Centre         | Canada          | Bruins de Boston         |                                    |
| 242  | Richard Braccia | Ailier gauche  | États-Unis      | Black Hawks de Chicago   |                                    |
| 243  | Dave Jecha      | Défenseur      | États-Unis      | Blues de Saint-Louis     |                                    |
| 244  | Tony Grenier    | Centre         | Canada          | Islanders de New York    | Raiders de Prince Albert (LHOu)    |
| 245  | Ken Baumgartner | Ailier gauche  | Canada Suisse   | Sabres de Buffalo        | Raiders de Prince Albert (LHOu)    |
| 246  | Jean Bois       | Ailier gauche  | Canada          | Nordiques de Québec      | Draveurs de Trois-Rivières (LHJMQ) |
| 247  | John Ferguson   | Ailier gauche  | Canada          | Canadiens de Montréal    |                                    |
| 248  | Bill Gregoire   | Défenseur      | Canada          | Flames de Calgary        | Cougars de Victoria (LHOu)         |
| 249  | Anssi Melametsa | Ailier droit   | Finlande        | Jets de Winnipeg         | HIFK (SM-Liiga)                    |
| 250  | Frank Di Muzio  | Ailier gauche  | Canada          | Capitals de Washington   | Bulls de Belleville (LHO)          |
| 251  | John Haley      | Gardien de but | États-Unis      | Oilers d'Edmonton        |                                    |
| 252  | Paul Maurice    | Défenseur      | Canada          | Flyers de Philadelphie   | Spitfires de Windsor (LHO)         |